# Les Trois As
Les Trois As (The Hat Squad) est une série télévisée américaine créée par Stephen J. Cannell composée d'un téléfilm pilote de 70 minutes et douze épisodes de 45 minutes dont seulement dix ont été diffusés entre le 16 septembre 1992 et le 23 janvier 1993 sur le réseau CBS.
En France, la série a été diffusée dans son intégralité à partir du 2 février 1994 sur TF1. Elle reste inédite dans les autres pays francophones.

## Synopsis
Le policier Mike Ragland et sa femme Kitty adoptent trois orphelins dont les parents étaient eux aussi policiers et qui sont décédés durant leur travail. Devenus adultes, les trois forment le groupe spécial Les Trois As chargé de lutter contre les criminels déviants de la ville de Bay City.

## Distribution
- Don Michael Paul : Buddy[1]
- Nestor Serrano : Rafael
- Billy Warlock : Matt
- James Tolkan : Mike Ragland
- Janet Carroll (en) : Kitty Ragland

## Épisodes
1. Les Trois As (The Hat Squad) (70 minutes)
2. Le Faiseur de veuves (Widow Maker)
3. 92 secondes avant minuit (92 Seconds Before Midnight)
4. Racket en famille (Family Business)
5. Le Retour de Phénix (Phoenix Rising)
6. Dix de der… (Ten)
7. Surprises mortelles (Rest in Peace)
8. Copie non conforme (Lifestyles of the Rich and Infamous)
9. Rien dire et Laisser flair (A Dog's Life)
10. Le Gang des Cobras (Dead Man Walking)
11. L'Exterminateur (The Liquidator)
12. L'Ange des Ténèbres (Frankie Stein)
13. La Douzième Victime (The 12th Victim)